# Melampús
Melampús (latinsky Melampus) byl v řecké mytologii proslulý messénský věštec a lékař. Jeho rodiči byli Amytháon z Iólku a jeho manželka Eidomené.
Melampús byl vnukem Kréthea, zakladatele Iólku. Je držitelem několika zajímavých prvenství:
- byl prvním smrtelníkem, který měl věštecké schopnosti
- první provozoval lékařskou praxi
- první postavil v Řecku chrám Dionýsovi
- první ředil víno vodou

Své věštecké umění dostal od bohů, ale navíc rozuměl řeči ptáků a jiných tvorů a tu schopnost získal takto: kdysi v mládí zachránil klubko mladých hadů a jejich mrtvé rodiče zbožně pohřbil. Mladá háďata mu prý „uši čistě vylízala“ a od toho okamžiku slyšel to, co jiní neslyší a mnoha věcem porozuměl.
Melampús měl bratra jménem Biás a ten se zamiloval do jejich sestřenice Peró. Její otec Néleus však slíbil dát ji tomu, kdo mu přižene přísně střežené stádo krále Fylaka. Melampús využil svých znalostí a zjistil, že zloděj by získal stádo teprve tehdy, až by si odseděl rok ve vězení. Takže se vydal ke králi Fylakovi, vloudil se do chléva, samozřejmě byl přistižen a žalářován. Do uplynutí trestu zbývala poslední noc, když Melampús slyšel hovor červotočů, že trám nad
jeho hlavou je už tak prožraný, že zítra ráno se zřítí. Melampús vyvolal poplach a donutil krále Fylaka, aby ho nechal přestěhovat do jiné kobky. Stalo se a druhého dne ráno se trám zřítil a zabil člověka.
Fylakos byl ohromen a slíbil mu dát svobodu i dobytek, ale musí ještě vyléčit jeho syna Ífikla. Melampús souhlasil, obětoval bohu Apollónovi a poté vyslechl hovor dvou supů, kteří věděli, že příčinou synovy impotence je dávný zážitek z dětství, kdy se hrozně lekl při spatření
otce se zakrváceným nožem. Ten nůž dodnes vězí v blízkém stromě. Když ho vyndají, očistí od krve a rezu a připraví mu z toho lék, bude v pořádku. To se stalo a Ífiklés se uzdravil a brzy se stal otcem syna. Melampús dostal dobytek i sestřenici Peró, kterou dovedl svému vděčnému bratru Biantovi.
Dalším jeho věhlasným úspěchem bylo uzdravení dcer krále Proita a jeho manželky Antey či Stheneboie. Dcery zešílely, protože urazily boha Dionýsa nebo dokonce bohyni Héru. Teď šíleně pobíhaly po horách a napadaly pocestné. Melampús nabídl králi Proitovi, že je uzdraví, chtěl ale třetinu jeho království. Jemu se cena zdála vysoká, odmítl.
Když se však šílenství šířilo i mezi jiné ženy, v kraji nebylo bezpečno, hynuly ovce i dobytek, ženy dokonce zabíjely své děti, Proitos znovu poslal pro Melampoda a že přijímá podmínky. Ale Melampús už chtěl třetinu pro sebe, druhou pro bratra Bianta. Melampús potom skutečně ženy očistil od šílenství ponořením do posvátné studně. Z Proitových dcer Ifinoé zemřela, ale druhou Lysippu si vzal za ženu Melampús a s třetí dcerou Ifianassou se oženil Biás, jehož Peró nedávno předtím zemřela. K tomu dostali podíl na království - dvě třetiny Melampús a třetinu Biás.